# Сугояк (озеро)
Сугоя́к — крупное пресное озеро в Лазурненском сельском поселений Красноармейского района Челябинской области.

## География
Озеро расположено в центральной части района, приблизительно в 12 км на северо-запад от районного центра — села Миасское. Восточный берег заболочен. На берегу озера расположены населённые пункты: на юго-западе — Лазурный, на западе — Слава, на северо-западе — Новый, на северо-востоке — Пашнино 1-е и Пашнино 2-е, на юго-востоке — Харино. Озеро Сугояк вытянуто с севера на юг на 5 километров, с запада на восток — на 3.
Площадь поверхности — 13,4 км². Высота над уровнем моря по среднему многолетнему уровню воды — 203,8 м, по другим данным 202,3. Максимальная глубина — 7 метров, средняя глубина — 4 метра.
Дно песчано-илистое. Вода в озере чистая, относительно прозрачная (до 1,8 метра), солоноватая. Содержащиеся в воде соли и микроэлементы благотворно влияют на здоровье. На берегах и дне водоема много родников, что обеспечивает устойчивость водного режима.
Озеро используется для отдыха и рыбалки, имеются пляжи, несколько баз отдыха.

## Флора и фауна
В озере водятся: чебак, окунь, карась, щука до 3 кг, ёрш, лещ, карп, судак, сиг и рипус. Водоём периодически зарыбляется. Пользователь озера на 2024 год — ОАО «Челябрыбхоз».

## Охранный статус
Озеро является памятником природы, охраняемая площадь 1 246,3 га (акватория озера), площадь охранной зоны вокруг памятника (от 100 до 1100 метров от уреза воды) 601,02 га.